# Cal Cols
Cal Cols és una masia de Navès (Solsonès) inclosa a l'Inventari del Patrimoni Arquitectònic de Catalunya. La masia de Can Cols va ser l'antiga sufragània de Soler-Grifè. La pallissa estava en un plà inferior a la casa i al segle xviii, va ser reformada per habilitar-la com a casa.

## Descripció
Masia de planta rectangular amb teulada de doble vessant i orientada nord-sud. La façana principal està recoberta per tres pisos de galeries amb arcades i les de la part inferior, són d'arc de mig punt. La porta és d'arc de mig punt i adovellada.
Davant de la façana, a l'altura del primer pis, es va construir una terrassa sostinguda per una volta de canó, amb arcades de mig punt. La porta d'entrada queda dins de la volta. Hi ha tota una sèrie d'edificis annexes, utilitzats com a quadres i corrals. El parament és de pedres irregulars sense tallar.